# Riedelia geanthus
Riedelia geanthus är en enhjärtbladig växtart som beskrevs av Theodoric Valeton. Riedelia geanthus ingår i släktet Riedelia och familjen Zingiberaceae. Inga underarter finns listade i Catalogue of Life.